# Armando Armani
Armando Armani (Senigallia, 19 febbraio 1879 – Roma, 23 febbraio 1970) è stato un generale e aviatore italiano, particolarmente distintosi nel corso della guerra italo-turca e della prima guerra mondiale. Decorato con la Croce di Cavaliere dell'Ordine militare di Savoia, tre Medaglie d'argento e due di bronzo al valor militare. Tra il 10 febbraio 1927 e il 13 ottobre 1928 ricoprì l'incarico di Capo di stato maggiore della Regia Aeronautica.

## Biografia
Nacque a Senigallia il 19 febbraio 1879. Arruolatosi nel Regio Esercito, a partire dall'ottobre del 1898 iniziò a frequentare la Regia Accademia Militare di Fanteria e Cavalleria di Modena, da cui uscì l'8 settembre 1900 assegnato con il grado di sottotenente all'arma di fanteria, corpo degli alpini, in forza al 6º Reggimento. Considerato dai suoi superiori particolarmente esperto nella ricognizione e nell'esplorazione, venne incaricato, fra il 1904 ed il 1911, della costruzione e del ripristino di strade mulattiere. Appassionato sciatore, è istruttore di corsi speciali di sci tra il 1906 ed il 1910. 
Si distingue, inoltre, nell'opera di soccorso alla popolazione di Soriano Calabro colpita dal terremoto del 1908 ricevendo per questo una Medaglia d'argento al valor civile. Divenuto tenente partecipò alla guerra italo-turca, nel corso della quale fu decorato con una Medaglia d'argento ed una di bronzo al valor militare.
Nel gennaio 1913 viene comandato al Battaglione aviatori come aspirante allievo pilota; conseguendo il brevetto di pilota d'aeroplano su velivolo Nieuport nel mese di luglio, e di pilota militare nel mese di novembre. 
Con il grado di capitano, dopo l'entrata in guerra del Regno d'Italia, fu comandante della 7ª Squadriglia da ricognizione e combattimento dal maggio 1915, e dal 13 dicembre comandò la 12ª Squadriglia da ricognizione e combattimento dotata di velivoli Farman MF.7 che, il 15 aprile 1916, fu ridenominata 32ª Squadriglia aeroplani (3º Gruppo aeroplani). Promosso maggiore, nel dicembre dello stesso anno fu assegnato in servizio presso l'Ufficio informazioni della 6ª Armata, e dal 25 luglio 1917 divenne comandante dell'XI Gruppo, ricoprendo tale incarico fino al 6 gennaio 1918.
Il 25 settembre decollò da Taliedo come comandante del Distaccamento A.R. (le iniziali del suo nome e cognome) su Caproni Ca.33 diretto a Gioia del Colle facendo scalo a Centocelle. Ai suoi ordini vi erano la squadriglie 1ª Bis (comandata da Gabriele D'Annunzio) e la 15 ªBis con 14 Ca.450 hp che alle 23.00 del 4 ottobre decollano per bombardare il porto di Cattaro.
Oltre a Maurizio Pagliano, Luigi Gori, Ivo Oliveti, Casimiro Buttini, Gino Lisa, Mariano D'Ayala Godoy ed Andrea Bafile alla rischiosa impresa vi prese parte anche il corrispondente di guerra del Corriere della Sera Guelfo Civinini.
Il 12 gennaio 1918 assunse il comando del Raggruppamento squadriglie aeroplani da bombardamento (nel frattempo aveva ottenuto la promozione per merito di guerra al grado di tenente colonnello per merito di guerra). Dal mese di agosto del 1918 fu assegnato alla stazione della Regia Marina della base aerea di Poggio Renatico, dove si trovava al termine delle ostilità. Nel corso della guerra aveva compiuto circa 100 bombardamenti oltre ad un alto numero di ricognizioni e crociere ricevendo la Croce di Cavaliere dell'Ordine militare di Savoia, 2 Medaglie d'argento e 1 di bronzo al valor militare, la Croce al merito di guerra, la Croix de guerre 1914-1918 belga e la Croix de guerre 1914-1918 francese. Nel luglio 1919 entrò in servizio presso l'aviazione della Dalmazia; e negli anni successivi fu in forza al 2º Reggimento aeroplani da bombardamento.
Il 16 ottobre 1923 cessò di appartenere ai ruoli dell'esercito ed entrò a far parte della Regia Aeronautica nel Corpo di Stato maggiore; in questo periodo è nel Centro Dirigibilisti di Ciampino, mentre dal 15 maggio 1925 fu comandante la 2ª Z.A.T. (Zona Aerea Territoriale). Nel luglio dello stesso anno è promosso generale di brigata aerea. Lascia il comando della 2ª Z.A.T. per assumere l'incarico di Sottocapo di Stato maggiore dell'Aeronautica Militare il 15 aprile 1926. È stato Capo di stato maggiore dell'Aeronautica dal 10 febbraio 1927 al 13 ottobre 1928, quando rimasto seriamente ferito in un incidente aereo rassegnò le dimissioni. Durante lo svolgimento di tale incarico, il 6 ottobre 1927, fu nominato generale di divisione aerea. Promosso successivamente generale di squadra aerea, si spense a Roma il 27 gennaio 1970.

## Pubblicazioni
- Senza cozzar dirocco: fasti dell'aviazione da bombardamento, Editrice L'aviazione, Roma, s.d.
- Ex alto ad signum: aneddoti ed episodi di bombardamenti aerei: (1915-1918), Tipografia del Senato, Roma, 1925.

### Fonti
1. 1 2 3 4 5 6 7  Mancini 1936, p. 48.
2. ↑  Gentilli, Varriale 1999, p. 448.
3. 1 2 3 4 5 6 7 8 9 10  Aeronautica Difesa.
4. 1 2 3 4 5 6  Mancini 1936, p. 49.
5. ↑  Gentilli, Varriale 1999, pp. 138-139.
6. 1 2  Ufficio Storico dell'Aeronautica Militare 1969, p. 46.
7. ↑  Bollettino Ufficiale 1918, disp. 16, p. 1283. Motivazione modificata con regio decreto 27 luglio 1924, in Bollettino Ufficiale 1924, disp. 37, p. 2200.
8. ↑   Bollettino ufficiale delle nomine, promozioni e destinazioni negli ufficiali e sottufficiali del R. esercito italiano e nel personale dell'amministrazione militare, 1921,  p. 1139. URL consultato il 21 settembre 2020.
9. ↑  Gazzetta Ufficiale del Regno d'Italia n. 224 del 22 settembre 1920, p. 2904.